# Dopatrium macranthum
Dopatrium macranthum är en grobladsväxtart som beskrevs av Oliver. Dopatrium macranthum ingår i släktet Dopatrium och familjen grobladsväxter. Inga underarter finns listade i Catalogue of Life.